# Organo della chiesa di San Warnfried a Osteel

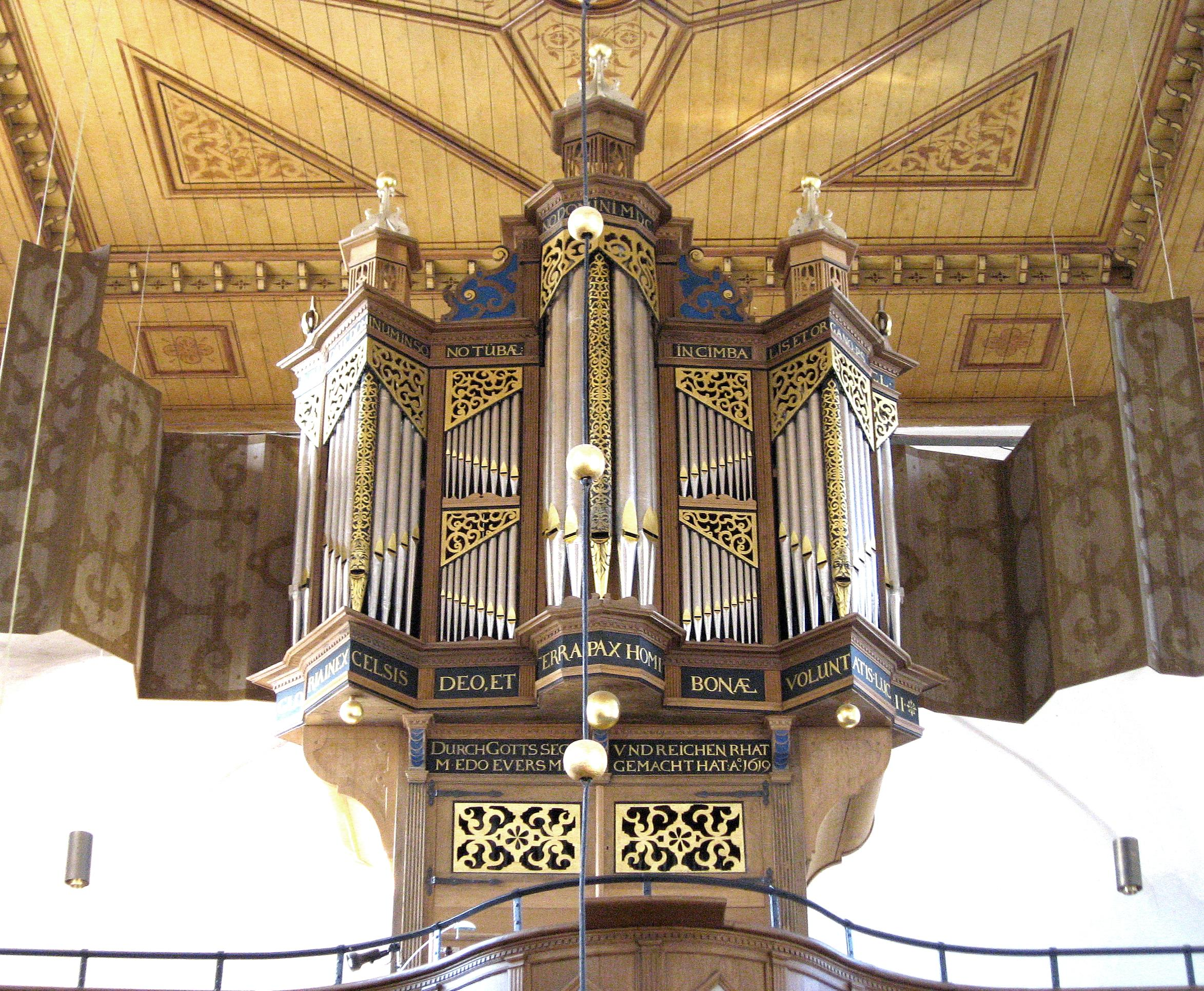
L'organo della chiesa di San Warnfried ad Osteel.

Con organo della chiesa di San Warnfried ci si riferisce a un organo monumentale costruito a Osteel, in Germania.

## Storia
L'organo venne realizzato nel transetto della chiesa nel 1619 da Edo Evers, il quale riutilizzò anche parte del materiale fonico di uno strumento preesistente, costruito da Andreas de Mare fra il 1566 e il 1567. Nel 1686 il tetto della chiesa crollò, ma l'organo non subì eccessivi danni.
Il prospetto è tipico dello stile nordico tardo-rinascimentale, con cassa a pianta poligonale, decorata da alcuni versetti biblici, una torre centrale e due corpi laterali. Tipiche del periodo, inoltre, le ante e le decorazioni su tre delle canne della facciata.
Nel 1761 l'organo venne rinnovato da Johann Adam Berner e da Johann Friedrich Constabel, i quali ampliarono l'estensione dei manuali e aggiunsero alcuni registri. Gerhard Janssen Schmid, nel 1808, eseguì alcune riparazioni. Nel 1830, quando il transetto venne abbattuto, Johann Gottfried Rohlfs spostò l'organo sulla parete est dell'edificio. Rohlfs, inoltre, sostituì alcuni registri e reintonò lo strumento secondo il temperamento equabile.
Johann Diepenbrock intervenne sull'organo nel 1890, sostituendo i mantici. Allo scoppio della prima guerra mondiale, quando le canne degli organi venivano prelevate per essere fuse a scopi militari, l'organo venne risparmiato, in quanto le sue canne contenevano una percentuale troppo bassa di stagno. Lavori di riparazioni e restauri vennero eseguiti da Max Maucher fra il 1929 e il 1930 e da Alfred Führer fra il 1957 e il 1958.
Jürgen Ahrend, fra il 1994 e il 1995, compì un restauro filologico completo, riportando lo strumento alle sue condizioni originarie.

## Caratteristiche tecniche
Attualmente l'organo è a trasmissione interamente meccanica, l'aria è fornita da tre mantici a cuneo, la pressione del vento è di 70 mm in colonna d'acqua, il corista del La corrisponde a 440 Hz e il temperamento è il mesotonico modificato. La disposizione fonica è la seguente:
| Primo manuale - Hauptwerk CD-c3 |     |     |
| Principal                       | 8'  | E   |
| Quintadena                      | 16' | E   |
| Quintadena                      | 8'  | E/B |
| Octave                          | 4'  | E   |
| Spitzflöte                      | 4'  | E   |
| Quinte                          | 3'  | E   |
| Octave                          | 2'  | E   |
| Mixtur                          | IV  | A   |
| Trompete                        | 8'  | E/B |

| Secondo manuale - Brustwerk CD-c3 |    |     |
| Hohlflöte                         | 4' | E   |
| Spitzflöte                        | 2' | E/B |
| Sifflöte                          | 1' | E   |
| Krummhorn                         | 8' | R   |

| Pedaliera                      |   |
| Costantemente unita ai manuali | R |

| Accessori |   |
| Tremulant | A |

E = Edo Evers.
B = Johann Adam Berner.
R =  Johann Gottfried Rohlfs.
A = Jürgen Ahrend.